# 살셋섬

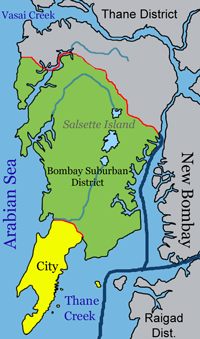
살셋 섬의 위치

살셋섬(힌디어: साल्सेट द्वीप)은 인도의 마하라슈트라 주에 있는 섬으로, 뭄바이를 구성한다. 강을 건너 뭄바이가 존재한다.

## 역사
1343년, 구자라트 술탄에 의해 합병되었다.
1534년, 포르투갈 세력에 의해 바하두르 샤의 통치에 빼앗겼다.
1774년, 살셋 섬은 영국에 의해 점령되었다.
1782년, 1차 마라타 전쟁의 강화 조약 살바이 조약에 의해, 살셋 섬은 영국령이 되었다.
1803년, 살세 섬과 봄베이 사이의 다리가 걸쳐졌다.

## 같이 보기
- 나비뭄바이